# Белвер (Карразеда-ди-Ансиайнш)
Белве́р (порт. Belver) — район (фрегезия) в Португалии, входит в округ Браганса. Является составной частью муниципалитета Карразеда-ди-Ансьяйнш.
Входит в экономико-статистический субрегион Доуру, который входит в Северный регион. 

## История
По старому административному делению входил в провинцию Траз-уж-Монтиш и Алту-Дору.

## Население
На 2001 год - 361 человек.

## География
Занимает площадь 8,60 км².